# Il Monaco (menhir)
Il menhir detto “Il Monaco” è una pietrafitta presente nel territorio comunale di Modugno (BA), nella contrada “Il Monaco”. È visibile al Kilometro 79,455 della ex Strada Statale 98 che conduce a Bitonto.
È una pietra alta 3,70 metri, che sembra scolpita e ha sollecitato la fantasia delle popolazioni locali. Il nome di questo menhir deriva dalla sua parte superiore che ricorda vagamente una forma umana con il cappuccio di un monaco e un volto umano con due fori al posto degli occhi.
Diversi studiosi, nel corso del tempo, hanno ritenuto questo menhir di origine neolitica assimilandolo ai monumenti megalitici e quindi risalente a circa 4000 anni fa. Secondo questi studiosi, saremmo di fronte ad esemplare di menhir molto interessante: un monolite modellato in forma antropica da popolazioni devota al culto della pietra, ma che erano più evolute rispetto a quelle che adoravano pietre informi.
Tuttavia, è opinione diffusa che sia di origine tardo romano o alto medioevale. Esso era uno dei ceppi posti per segnare il confine tra il territorio di Bari e quello di Bitonto, lungo le linee di demarcazione poderale delle centuriazioni e sono stati diverse volte spostati durante le contese territoriali.
Esistevano altri cippi di demarcazione presenti nelle campagne, lungo l'antico confine tra Bari e Bitonto. In origine erano almeno 9 ma hanno un aspetto molto più grossolano e sono una pietra non lavorata. Uno di essi, è stato spostato dalla sua locazione originaria e ora si trova in Piazza dei caduti, a Modugno.